# Prigor
Prigor (en hongrois : Prigor) est une commune du județ de Caraș-Severin en Roumanie.